# Brewerton
Brewerton è un census-designated place (CDP) degli Stati Uniti d'America, situato nello stato di New York, diviso tra la contea di Onondaga e la contea di Oswego.